# FCM 2C
Pour les articles homonymes, voir 2C.
 (décembre 2023).
 (décembre 2023).
Le char FCM 2C, est un char super-lourd conçu à la fin de la Première Guerre mondiale. Il n'a jamais pu être employé au combat.

## Conception
Conçu à la fin de la Grande Guerre pour suppléer au char Saint-Chamond et participer aux grandes offensives prévues en 1919, ce char super-lourd et fortement armé devait pouvoir traverser des tranchées de 5,20 m — soit la largeur d'une écluse des canaux du nord de la France — et écraser les points d'appuis ennemis sans l'appui de l'artillerie.
Devant les problèmes techniques et industriels de ce programme trop ambitieux pour les capacités d'un complexe militaro-industriel français déjà engagé au maximum de ses capacités, le général Jean Estienne demande, en janvier 1918, pas moins de 700 de ces « cuirassés terrestres » destinés à l'artillerie d'assaut. Seuls dix furent finalement construits par les Forges et chantiers de la Méditerranée dans ses chantiers navals de La Seyne-sur-Mer à partir de 1919 et livrés en 1921. Ils furent utilisés dans des documents de propagande où leur masse écrasante impressionnait le public, tant français qu'allemand.
Sa masse trop importante éprouvait profondément sa mécanique lui imposant des déplacements par voie ferrée.
Il aurait dû être remplacé dans les années 1940 par le FCM F1, char super-lourd de plus de 140 tonnes.

### Opposition au projet
En janvier 1917, le ministère de l'Armement suggère la construction de trois catégories de chars en fonction de leur poids : des chars légers, moyens et lourds.
Le dernier type correspondait au nouveau projet. Néanmoins, le char FCM 2C était déjà dans la ligne de mire du général Jean Baptiste Eugène Estienne, qui commandait la nouvelle unité de chars. Il avait collaboré étroitement avec Renault pour développer le Renault FT. Grâce à cette collaboration, il était bien informé sur l'autre projet de char. Estienne craignait que la production du char lourd monopolise toutes les capacités de production disponibles, empêchant ainsi la fabrication du FT qui est plus léger et bien plus pratique.
Il n'était pas contre la production de chars lourds, mais seulement en quantité limitée et à condition que cela n'entrave pas la fabrication des chars légers. La véracité de ses craintes s'était révélée juste lorsque Mourret essaya en novembre de freiner le développement du Renault FT, en argumentant que toutes les ressources disponibles devraient être orientées vers la production de chars lourds. Estienne était préoccupé par cette situation, ce qui le poussa à écrire une lettre au Général Joffre le 27 novembre 1916. Dans cette lettre, il avait défendu le concept de char léger. Bien qu'il reconnût que les « Cuirassés » pourraient avoir leur utilité dans certaines circonstances, il avait souligné que la faisabilité d'un modèle lourd opérationnel n'était pas encore démontrée, et encore moins sa production en quantités suffisantes par l'industrie française. Il considérait comme une erreur de ne pas donner la priorité aux chars légers, qui pourraient être fabriqués rapidement. Il avait pressé Joffre d'utiliser son influence pour annuler le projet de char lourd.
Joffre répondit qu'Estienne avait sans doute raison dans son analyse tactique et organisationnelle, mais qu'il ne pouvait pas donner satisfaction à sa requête car le soutien politique au char lourd était tout simplement trop fort. Le Ministre de l'Armement, Albert Thomas, s'était trop ouvertement engagé en faveur de la cause et n'osait pas retirer son soutien à présent. Joffre incita Estienne à ne pas s'inquiéter, car Joffre veillerait au moins à ce que le Renault FT ne soit pas annulé. Et précisément parce que le développement du char lourd prendrait beaucoup de temps, cela n'entraverait pas la production de chars légers dans un avenir immédiat.
Le Comité consultatif de l'artillerie d'assaut (CCAA) avait été créé le 13 décembre 1916 et s'était réuni pour la première fois le 17 décembre. Lors de cette première session, il avait été rapporté que Renault et FCM coopéraient sur un projet de char lourd de trente tonnes. Lors de la réunion suivante le 30 décembre, Estienne fut surpris de découvrir qu'un canon de 105 mm était prévu. Lui-même préférait un canon de 75 mm. Estienne était absent lors de la réunion cruciale du 17 janvier, mais il avait informé le comité par lettre qu'il trouvait le projet bien présenté et satisfaisant, et qu'il était d'accord avec la construction rapide de deux prototypes ; il avait exprimé sa préférence pour un canon de 75 mm plutôt que de 105 mm.
En décembre, Joffre est remplacé par Robert Nivelle. Fin janvier, Nivelle apprend le projet de char lourd par Estienne.
Il est bien plus alarmé que ne l'avait été Joffre. Le 29 janvier, il écrit une lettre au ministre Thomas, indiquant clairement que sous aucun prétexte le projet ne doit entraver la production du Schneider CA. Thomas répond le 5 février qu'il n'y a aucun danger à cet égard. De toute manière, il avait justement confirmé le 1er février la politique du général Mourret, qui avait déjà ordonné le développement simultané de trois prototypes : la version « A » allégée, pesant trente tonnes, mesurant 6,92 mètres de long, avec une suspension comprenant vingt-neuf roues jumelées, quatre bogies principaux et cinq rouleaux supérieurs, propulsée par deux moteurs Renault de 200 chevaux vapeurs (150 kW) et équipée d'un canon de 75 mm, afin de répondre à la commande initiale du 20 octobre ; la version « B » de quarante-cinq tonnes avec une coque allongée à 7,39 mètres, armée d'un canon de 75 mm et de deux mitrailleuses, avec une suspension comprenant trente roues, cinq bogies principaux et six rouleaux supérieurs, utilisant un nouveau moteur de 380 CV (280 kW) et une transmission pétro-hydraulique ; et la version « C » de 62 tonnes avec un canon de 75 mm, une longueur de 9,31 mètres, une suspension comprenant quarante-cinq roues, six bogies principaux et neuf rouleaux supérieurs, ainsi que quatre moteurs de 110 CV (81 kW) combinés à une transmission pétro-électrique.

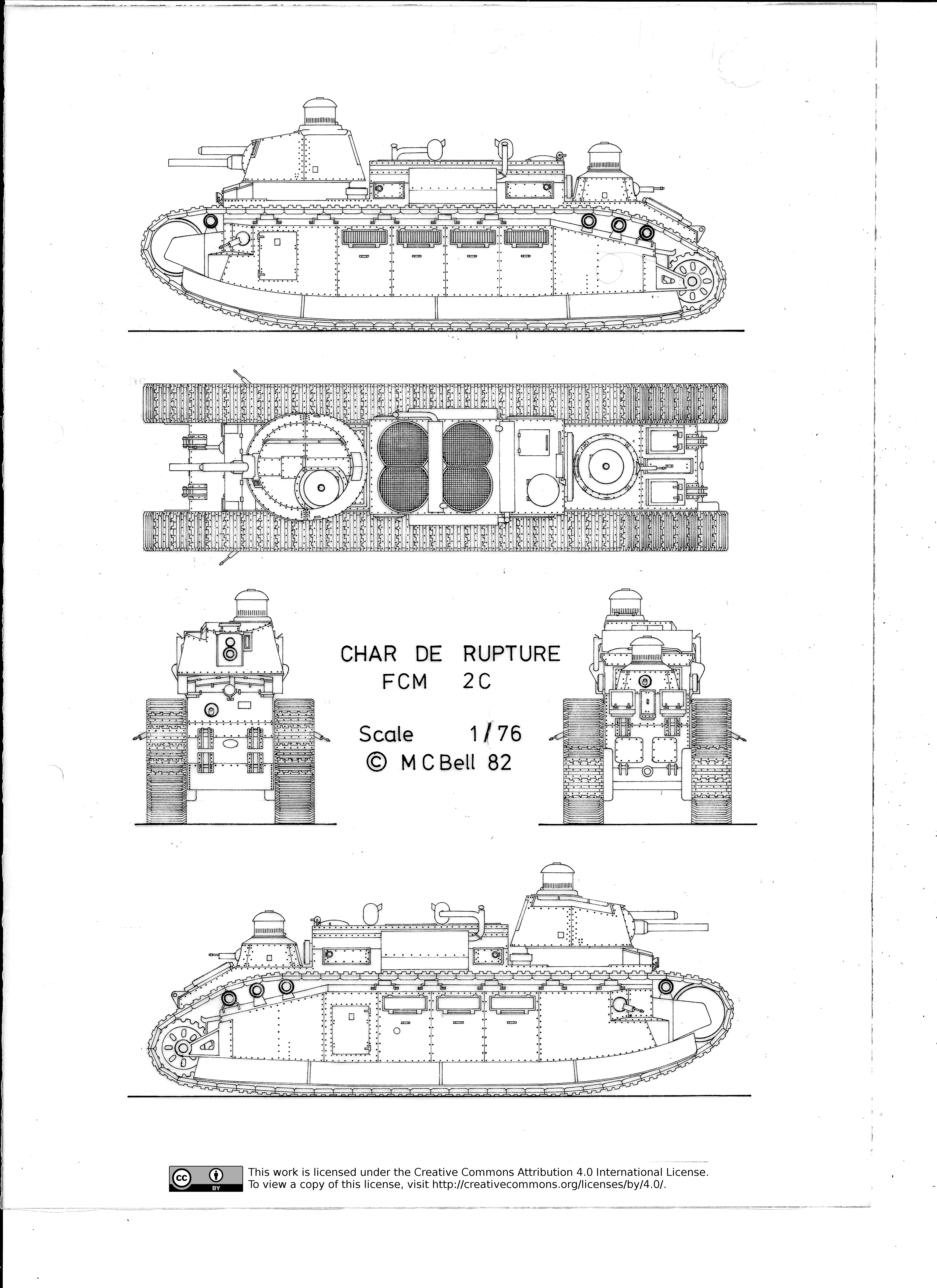
Plan du FCM 2C

Les appréhensions de Nivelle furent renforcées par des enquêtes menées par une commission financière parlementaire dirigée par Pierre Renaudel. Un plan visant à commander immédiatement cinquante véhicules pratiquement identiques au modèle réduit fut donc rejeté. La commande de deux prototypes supplémentaires passée le 1er février fut confirmée par le CCAS le 7 février. Finalement, le « FCM 1A » serait développé avec un canon de 105 mm et le « FCM 1B » utiliserait une transmission pétro-mécanique.
Au début, les progrès réalisés avec le prototype FCM 1A étaient satisfaisants. Le directeur de FCM, Moritz, avait reçu l'assurance de Renault en janvier 1917 que les moteurs souhaités de 200 CV (150 kW) étaient fiables et ne poseraient aucun danger pour le projet. Moritz avait alors prédit que le premier prototype serait prêt d'ici le 1er mai 1917. Le 10 avril 1917, il supposait toujours que les premiers essais pourraient commencer dans les cinq semaines à venir. Le 16 avril, l'offensive de Nivelle avait échoué complètement et la première utilisation des chars français avait également été un échec. En réaction, Thomas avait ordonné l'arrêt de toute production et de tout projet de char. Cela avait conduit à une alliance d'urgence entre Estienne et Mourret pour obtenir l'annulation de cette décision. Lorsque Thomas rendit visite aux Russes, Mourret ordonna secrètement la reprise des projets de chars. À son retour, Thomas, furieux, fit renvoyer Mourret, éliminant ainsi le plus grand rival d'Estienne. Entre-temps, il y avait des retards inexpliqués dans la livraison des moteurs et de la boîte de vitesses par Renault. Le 5 juin, FCM ne put que constater que les pièces promises n'étaient pas encore arrivées. Renault avait délibérément donné la priorité à d'autres projets. Lors d'une réunion du CCAS le 18 octobre, Moritz put enfin annoncer que les essais pourraient commencer le 20 novembre. Au cours de cette réunion, Estienne critiqua les chars lourds : « l'infanterie a autant besoin de gros chars qu'elle a besoin de canons de 400 mm ; elle a besoin de petits chars autant qu'elle a besoin de canons de 37 mm et de mitrailleuses ».

### Commande du FCM 2C
Le 20 décembre 1917, le premier prototype était prêt à être présenté à une commission d'enquête du CCAS, avec des essais réels ayant lieu à La Seyne-sur-Mer les 21 et 22 décembre. Mourret avait été remplacé à la tête de la commission par Estienne ; des observateurs britanniques et américains étaient présents. Le FCM 1A, avec son apparence futuriste, fit une excellente impression sur les personnes présentes. Moritz démontra que le véhicule était facilement capable de franchir des tranchées de 3,5 mètres de large, de grimper des murs de quatre-vingt-dix centimètres de haut, de descendre et de remonter des cratères de six mètres de large et quatre mètres de profondeur. Dans les bois, il pouvait briser un pin de 28 centimètres d'épaisseur et passer sur un pin de 35 centimètres d'épaisseur. Une vitesse de 6 km/h fut atteinte. Le principal problème était qu'il était difficile de diriger le char en raison de sa longueur de chenille extrême et du profil de maillon de chaîne insuffisant. La chenille glissait facilement lorsqu'elle était freinée, bien qu'elle ne se soit jamais détachée. Le moteur avait tendance à surchauffer et son manque de puissance de base entraînait une pente de montée maximale de 65 %. Bien que le premier canon Schneider de 105 mm raccourci ait été reçu en octobre, les premiers essais de tir réel n'ont eu lieu que les 5 et 7 février 1918, avec des résultats satisfaisants.
Discutant des résultats des essais, le 4 janvier 1918, le département technique de l'Artillerie Spéciale conclut que le FCM 1A semblait être un puissant véhicule de combat capable d'avoir un effet négatif important sur le moral de l'ennemi. Dès le 30 décembre, le ministre des munitions Louis Loucheur avait estimé que la France « n'avait pas une minute à perdre » et avait suggéré au Président du Conseil Georges Clemenceau de dépenser cinquante millions de francs français pour construire cent FCM 1A, les quinze premiers devant être livrés à partir de juillet 1918, afin d'avoir une force de quatre-vingts véhicules le 31 décembre. Cependant, Clemenceau laissa la décision à Estienne.
Le général Philippe Pétain, le nouveau Haut Commandant de l'Armée française, demanda à Estienne d'utiliser sa position pour mettre fin au projet. Estienne dit à Pétain que c'était peu judicieux alors que le public se demandait pourquoi ces chars lourds n'avaient pas été produits. De plus, les alliés (notamment les Britanniques et les Américains) ne consentiraient à donner à la France que 700 exemplaires du nouveau modèle Mark VIII "Liberty" si la France avait fait au moins un effort symbolique pour produire ses propres chars lourds. Ainsi, les autorités françaises devaient retarder le projet tout en le soutenant officiellement. Estienne avait déjà pris cette voie en choisissant la version la plus lourde, la "C", pour la production, ce qui nécessitait un tout nouveau prototype et causait un retard considérable. Ensuite, Pétain a exigé des chiffres de production déraisonnablement élevés, retardant ainsi la planification et déclenchant donc un conflit politique.
Pétain a demandé que 300 chars lourds soient prêts d'ici mars 1919, provoquant un conflit entre Clemenceau, qui était à la fois Premier ministre et ministre de la Guerre, et Loucheur, le ministre de l'Armement, qui estimait qu'il était impossible de fournir la main-d'œuvre et l'acier nécessaires. Pendant ce temps, Estienne et Pétain ont compliqué la situation avec d'autres demandes. Pétain a demandé des pontons spéciaux, et Estienne a exigé que des béliers et des détecteurs de mines électroniques soient fixés. Lorsque la guerre prit fin, aucun char n'avait été construit.
Dans un premier temps, la commande de production pour le Char 2C a été annulée. Cependant, malgré la fin des hostilités, une forte pression politique pour adopter de nouveaux projets de chars lourds persistait, étant donné qu'il y avait désormais une capacité de production excédentaire considérable dans l'industrie lourde. Pour stopper cela, la Direction de l'Artillerie d'Assaut, sur incitation d'Estienne, décida en avril 1919 de se procurer dix Char 2C après tout, et d'utiliser cela comme argument pour rejeter tout autre projet. Les dix chars ont été livrés en 1921 et modifiés par l'usine jusqu'en 1923:
- N°90 : Poitou
- N°91 : Provence
- N°92 : Picardie
- N°93 : Alsace
- N°94 : Bretagne
- N°95 : Touraine
- N°96 : Anjou
- N°97 : Normandie puis Lorraine
- N°98 : Berry
- N°99 : Champagne

### Histoire opérationnelle

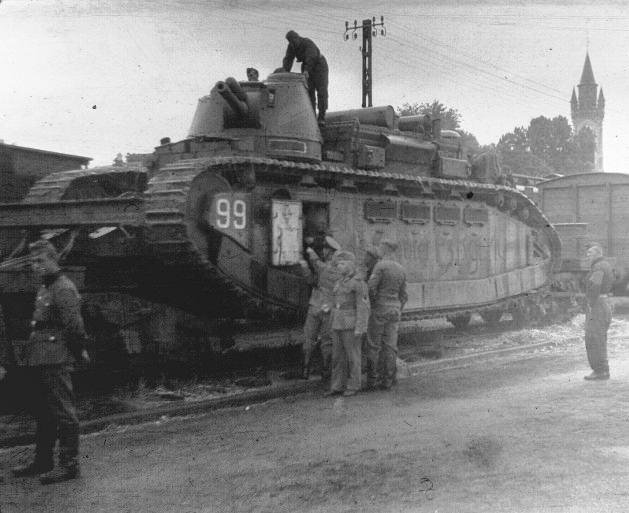
Le char no 99 « Champagne » capturé par les forces allemandes, été 1940.

Lors de l'entrée de la France dans la Seconde Guerre mondiale, les huit chars en service dépendaient du 511e régiment de chars de combat. Celui-ci fut dissous et les FCM 2C regroupés dans le 51e bataillon de chars de combat, sous le commandement du commandant Fournet, qui sera rattaché le 10 mai 1940 au 42e corps d'armée de forteresse de la 3e armée.
Le 12 juin 1940, le 51e bataillon de chars, stationné dans les bois au nord de Briey et comprenant huit chars, reçoit l'ordre d'embarquer sur voie ferrée. Deux chars tombent en panne à Mainville (le no 95) et à Piennes (le no 92). Les six chars restant embarquent le 13 dans la gare de Landres à bord de deux trains. Dans la nuit du 13 au 14, ceux-ci subissent un bombardement imprécis de la Regia Aeronautica Italiana[réf. nécessaire][Information douteuse]. Après maintes péripéties symptomatiques de la désorganisation des forces françaises durant la bataille de France, ils durent être sabotés par leurs équipages le 15 juin 1940 à 19 h alors que les trains qui les transportaient se trouvaient coincés dans une courbe derrière cinq autres trains eux-mêmes bloqués par un convoi de carburant en flammes à l'entrée du village de Meuse, à une cinquantaine de kilomètres au sud de Neufchâteau alors qu'ils se dirigeaient vers la gare de Culmont - Chalindrey et Is-sur-Tille.
Un seul char dont la mise à feu des charges n'avait pas fonctionné (le no 99) a été pris par le Panzerregiment 10 (nl) de la 8. Panzerdivision et envoyé en Allemagne dans la région de Berlin. Une rumeur dit qu'il a été récupéré par l'Armée rouge à la fin de la guerre et envoyé en URSS.

## FCM 2C BIS
Le FCM 2C BIS a été développé pour surmonter certaines des limitations techniques et opérationnelles du modèle précédent. Sur les points suivants:
- Mobilité
- Armements

Cependant le FCM 2C BIS est plutôt une modification d'un FCM 2C déjà existant, étant donné qu'il n'y a eu qu'un seul exemplaire du modèle BIS, il s'agissait ici du no 99 « Champagne »

### Armement

#### Canon avant
Le FCM 2C BIS passe d'une tourelle de 75 mm à une toute nouvelle tourelle moulée et d’un obusier de 155 mm. Cependant, même avec une tourelle plus petite, il fut obligatoire de retirer les deux mitrailleuses avant (au niveau des chenilles gauche et droite).

#### Tourelle centrale
Contrairement aux idées reçues, la mitrailleuse de la console arrière n'a pas été modifiée. Elle avait comme unique but d'empêcher l'infanterie de pouvoir s'approcher du char.

### Mobilité
Dans le cadre des améliorations apportées à la version BIS, les moteurs ont été mis à niveau. Le FCM 2C BIS était équipé de moteurs Schneider-Carels de 250 chevaux chacun, ce qui a amélioré les performances globales du char, notamment sa vitesse et sa mobilité.
Malgré les modifications le char est resté très lent avec un nouveau poids de 74 tonnes

## FCM 2C Surblindé
Il n'existe que peu de plans et très peu de d'image de ce char 
Il s'agirait d'un FCM 2C avec un blindage supplémentaire sur le haut du char (entre le canon avant et la tourelle arrière)

## Nom de baptême des chars 2C

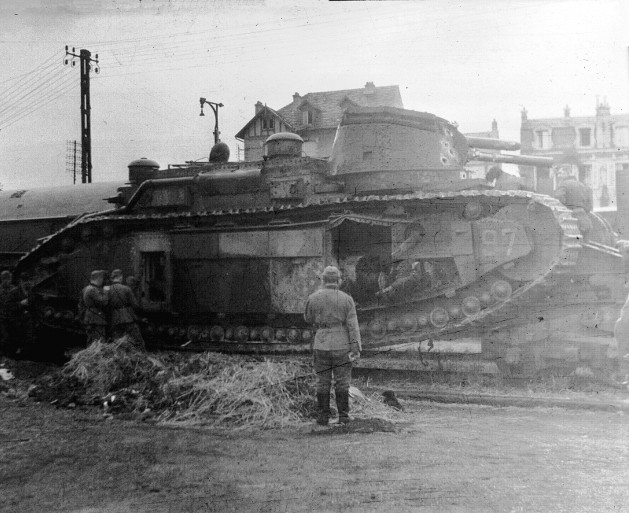
Le char « Lorraine » à l'été 1940, après sa capture.

À la suite du nom est présenté leur utilisation en 1939 et durant la bataille de France.
- no 90 « Poitou ». 1re compagnie.
- no 91 « Provence ». 2e compagnie.
- no 92 « Picardie ». Char de commandement de la 1re compagnie. Panne électrique à Piennes. Sabordé.
- no 93 « Alsace ». 2e compagnie.
- no 94 « Bretagne ». Réformé après récupération de pièces.
- no 95 « Touraine ». Char d'instruction, tenu en réserve. Immobilisé à Mairy-Mainville. Sabordé.
- no 96 « Anjou ». Réformé après récupération de pièces.
- no 97 « Normandie » puis à partir de 1939 « Lorraine ». Char de commandement de la 2e compagnie, doté d'un nouveau moteur et de blindage additionnel. Remplacera le no 92 à la 1re compagnie.
- no 98 « Berry ». 2e compagnie.
- no 99 « Champagne ». 1re compagnie. Seul à être capturé intact[10],[11],[12].

## Dans les jeux vidéos
Dans le jeu War Thunder :
- Le FCM 2C est jouable et est classé comme un char lourd français de rang II, avec une côte de bataille de 2.3.
- Le FCM 2C Bis est jouable et est classé comme un char lourd premium français de rang I, avec une côte de bataille de 1.7.

Dans le jeu Battlefield 1, le FCM 2C est disponible depuis l'ajout du DLC « They shall not pass ». Le char est uniquement jouable sur les cartes de ce même DLC.
- En mode conquête : Le char est disponible pour l'équipe qui est en train de perdre.
- En mode opération : Le char est disponible pour l'équipe attaquante lorsqu'elle rate ses attaques (uniquement sur les 2 derrières attaques). Le FCM 2C est également disponible pour les défenseurs si les attaquants réussissent à capturer tous les secteurs en une seule attaque.

Dans le jeu Foxhole, le FCM 2C a servi d'inspiration pour le « Cullen Predator Mk. III », char super-lourd de l'équipe Warden.